# عبدالله آوجی
عبدالله آوجی (انگلیسی: Abdullah Avcı؛ زادهٔ ۳۱ ژوئیهٔ ۱۹۶۳) بازیکن فوتبال اهل ترکیه است.
از باشگاه‌هایی که در آن بازی کرده‌است می‌توان به باشگاه فوتبال قاسم‌پاشا اسپور، باشگاه ورزشی استانبول‌اسپور، باشگاه فوتبال فاتح کاراگومروک، و باشگاه فوتبال چای‌کار ریزه‌اسپور اشاره کرد.